# Жук Валентина Іванівна
Валентина Іванівна Бурлака, у шлюбі Жук, псевдонім Валентина Попелюшка (нар. 18 травня 1967, с. Басівка, Сумщина) — українська поетеса і прозаїк, громадська діячка, лауреатка літературних премій.

## Життєпис
У 1984-му закінчила школу з золотою медаллю і вступила до Дніпропетровського гірничого інституту. На вибір вишу вплинув рідний дядько Василь (татів брат), геолог за фахом.
З 1989 працювала геофізиком в Актюбінській геофізичній експедиції. В Україну повернулася у 1995-му, здобула другу вищу освіту — економічну.
З 2000 по 2010 мешкала в Києві. У 2010-му переїхала жити до чоловіка в Мукачево Закарпатської області.

## Творчість
Перші вірші почала писати ще в 1 класі.
Друковані книги Валентини Попелюшки:
- Збірка поезій «Миротворче», присвячена Революції Гідності (2014)[1];
- Дитяча повість «Отісатко» (2016, видавництво «ОВК»):
- Збірки поезій «Риторичне» (2017).
- Книга "Украдені" (2020 р.  видавництво "час майстрів")    (демонстраційна версія книги)

Вірші під псевдонімом Валентини Попелюшки опубліковані в колективних збірниках:
- Материнська молитва. Українки — героям Майдану / Київ: Наш Формат, 2014. — 71 с. ISBN 978-966-97344-8-8
- «Оберіг для бійця» / Корсунь-Шевченківський: видавець Гаврищенко, 2015. — 88 с. ISBN 978-966-2464-59-7
- «Воїнам світла» / Мукачево: «Серце патріота», 2015.

## Відзнаки
- Лауреатка Мукачівської міської премії ім. О. Духновича в номінації «Художня література» (2019, за повість «Отісатко»).[2]
- Переможниця конкурсу «Молода КороНація» в номінації «Поема для молодшого шкільного віку» (2018, за поему «Домашній улюбленець».[3][4]
- Лауреатка Корнійчуковської премії — перше місце у категорії «Проза для дітей старшого шкільного віку та юнацтва» за повість «Украдені» (2017).
- Перша лауреатка Всеукраїнської літературної премії імені Всеволода Нестайка із пригодницькою повістю "Украдені" (Час Майстрів, 2020)[5].